# Rawadalem
Rawadalem is een bestuurslaag in het regentschap Indramayu van de provincie West-Java, Indonesië. Rawadalem telt 2720 inwoners (volkstelling 2010).